# 朱尔·罗曼
朱爾·羅曼（法語：Jules Romains，1885年8月26日—1972年8月14日），本名路易·昂利·讓·法里古勒（Louis Henri Jean Farigoule），法國小說家、劇作家、詩人，被視為一體主義（Unanimisme）文學流派的倡議者與奠基者之一。1936年至1939年擔任國際筆會主席，1946年當選法蘭西學術院第12號院士。

## 生平
早年
- 1885年8月26日生於上盧瓦爾省聖儒利安－沙普特伊（Saint-Julien-Chapteuil），雙親皆為公立學校教師。[1]
- 1906年考入巴黎高等師範學院，1909年通過哲學法國教師資格考試取得教職資格。[2]

戰間期
- 第一次世界大戰期間於後勤單位服役，戰後投入創作及和平運動。
- 1923年發表諷刺喜劇《克諾克醫生或醫學的勝利》，確立其劇作家地位。[3]
- 1932年至1946年陸續出版27卷本長篇小說《善意的人們》（Les Hommes de bonne volonté），逾二百萬字，被譽為20世紀最宏大的「河流小說」之一。[4]
- 1936年10月至1939年10月出任國際筆會主席。[5]

流亡與歸國
- 1940年法國淪陷後旅居美國，透過電台節目呼籲反法西斯力量；1941年轉赴墨西哥，協助創設拉丁美洲法國學院（IFAL）。[6]
- 1946年回國，同年4月4日當選法蘭西學術院院士。[1]

晚年
- 持續寫作、演說並推廣和平理念，1972年8月14日卒於巴黎，享壽86歲。[1]

## 文學特色
羅曼提出「一體主義」理念，主張觀照群體心理、反對過度凸顯個體。其敘事常採多視角群像書寫，剖析現代社會集體意識，並對薩特、加繆等後輩法國作家留下深遠影響。

## 主要作品
- 小說
  - 善意的人們（Les Hommes de bonne volonté，1932–1946，27卷）
  - 死亡某人（Mort de quelqu'un，1911）
  - 朋友們（Les Copains，1913）
- 戲劇
  - 克諾克醫生或醫學的勝利（Knock ou le Triomphe de la médecine，1923）
  - 多諾古（Donogoo，1930）
  - 特魯哈代克三部曲（Trouhadec，1923–1930）
- 詩集
  - 一體的生活（La Vie unanime，1908）

## 榮譽
- 1946年：法蘭西學術院院士
- 法國榮譽軍團大軍官勳章
- 1964年：聖阿韋爾坦榮譽市民